# Doris Davenport
Doris Davenport (Moline, 1º gennaio 1917 – Santa Cruz, 18 giugno 1980) è stata un'attrice statunitense.
Doris Davenport, conosciuata anche col nome di Doris Jordan, nacque a Moline, nell'Illinois, ma crebbe a Hollywood. Iniziò a fare audizioni per recitare e si esibì nel suo primo film nel 1934, intitolato "Kid Millions".
Dal 1934 al 1939, è apparsa in soli cinque film, lavorando a New York City anche come modella tra un film e l'altro. Fece anche l'audizione con il nome di Doris Jordan per il ruolo di Rossella O'Hara, il ruolo principale nell'ormai classico 'Via col vento', ma, per quanto recitò molto bene, alla fine venne scelta Vivien Leigh.
Nonostante non abbia vinto quel ruolo importante, Davenport impressionò Samuel Goldwyn, della MGM. Nel 1940, ha interpretato un ruolo da protagonista nel film "The Westerner", con Gary Cooper e Walter Brennan. Nello stesso anno, ha recitato nel film "Behind the News" con Lloyd Nolan. Era il suo ultimo ruolo. Senza altre offerte a seguito di quel film, si ritirò presto dalla recitazione.
Alla fine si stabilì a Santa Cruz (California), dove visse fino alla sua morte, il 18 giugno 1980, all'età di 63 anni.